# Eric Francis MacKenzie
Eric Francis MacKenzie (* 6. Dezember 1893 in Boston, USA; † 20. August 1969) war Weihbischof in Boston.

## Leben
Eric Francis MacKenzie empfing am 20. Oktober 1918 das Sakrament der Priesterweihe.
Am 11. Juli 1950 ernannte ihn Papst Pius XII. zum Titularbischof von Alba und bestellte ihn zum Weihbischof in Boston. Der Erzbischof von Boston, Richard Cushing, spendete ihm am 14. September desselben Jahres die Bischofsweihe; Mitkonsekratoren waren der Erzbischof von Washington, Patrick Aloysius O’Boyle, und der Bischof von Reno, Thomas Kiely Gorman. 1957 wurde er in die American Academy of Arts and Sciences gewählt.